# Lady Antebellum (musikalbum)
Lady Antebellum är den amerikanska countrygruppen Lady Antebellums självbetitlade debutalbum, och släpptes den 15 april 2008.

## Låtlista
| Nr           | Titel                      | Kompositör                                         | Längd |
| ------------ | -------------------------- | -------------------------------------------------- | ----- |
| 1.           | Love Don't Live Here       | Hillary Scott, Charles Kelley, Dave Haywood        | 3:50  |
| 2.           | Lookin' for a Good Time    | Scott, Kelley, Haywood, Keith Follesé              | 3:07  |
| 3.           | All We'd Ever Need         | Scott, Kelley, Haywood                             | 4:40  |
| 4.           | Long Gone                  | Victoria Shaw, Scott, K. Follesé, Adrienne Follesé | 3:34  |
| 5.           | I Run to You               | Scott, Kelley, Haywood, Tom Douglas                | 4:16  |
| 6.           | Love's Lookin' Good on You | Shaw, Jason Deere, Matt Lopez                      | 3:21  |
| 7.           | Home Is Where the Heart Is | Scott, Kelley, Haywood, Shaw                       | 3:45  |
| 8.           | Things People Say          | Kelley, Haywood                                    | 3:50  |
| 9.           | Slow Down Sister           | Kelley, Haywood, Shaw, Jason "Slim" Gambill        | 3:06  |
| 10.          | Can't Take My Eyes off You | Scott, Kelley, Haywood                             | 4:45  |
| 11.          | One Day You Will           | Scott, Kelley, Haywood, Clay Mills                 | 4:30  |
| Total längd: | Total längd:               | Total längd:                                       | 42:44 |

| 12. | Emily (ej längre tillgänglig) | 3:59 |

## Listplaceringar
| Lista (2008–2009)        | Topplacering |
| ------------------------ | ------------ |
| Storbritannien           | 191          |
| USA (Top Country Albums) | 1            |
| USA (Billboard 200       | 4            |

### Fotnoter
1. ↑  ”Lady Antebellum Debuts with Record-Breaking Digital Sales” (på engelska). Businesswire. 25 april 2008. http://www.businesswire.com/portal/site/google/?ndmViewId=news_view&newsId=20080425005192&newsLang=en. Läst 17 juni 2015.
2. ↑  ”Lady Antebellum” (på engelska). UK Singles Chart. 15 mars 2008. http://www.officialcharts.com/artist/6223/lady%20antebellum/. Läst 17 juni 2015.
3. ↑  ”Top Country Albums” (på engelska). Billboard. 15 mars 2008. Arkiverad från originalet den 29 juni 2015. https://web.archive.org/web/20150629060451/http://www.billboard.com/artist/306336/lady+antebellum/chart?f=320. Läst 17 juni 2015.
4. ↑  ”Billboard 200” (på engelska). Billboard. 15 mars 2008. Arkiverad från originalet den 29 juni 2015. https://web.archive.org/web/20150629034605/http://www.billboard.com/artist/306336/lady+antebellum/chart?f=305. Läst 17 juni 2015.